# Moca chlorolepis
Moca chlorolepis är en fjärilsart som beskrevs av Walsingham 1900. Moca chlorolepis ingår i släktet Moca och familjen Immidae. Inga underarter finns listade i Catalogue of Life.